# AC Nagano Parceiro
 (août 2021).
Si vous disposez d'ouvrages ou d'articles de référence ou si vous connaissez des sites web de qualité traitant du thème abordé ici, merci de compléter l'article en donnant les références utiles à sa vérifiabilité et en les liant à la section « Notes et références ».
Maillots
Actualités
L'AC Nagano Parceiro (AC長野パルセイロ) est un club de football japonais basé à Nagano. Il joue en J3 League. Le nom du club parceiro signifie « partenaire » en portugais.

## Historique
L'histoire du club remonte à 1990 lorsqu'un groupe de diplômés du secondaire local créé un club de football, le Nagano Elza SC. Les couleurs de l'équipe, orange et bleu foncé, représentent la préfecture de Nagano, et le logo de l'équipe utilise une lionne nommée Elza. En 2007, le club change le nom en AC Nagano Parceiro, parce que le nom "Elza" avait déjà été déposé. Cependant, le club décide de garder les couleurs et le logo de l'équipe.
En 2011, la première saison de l'équipe dans la JFL, elle termine à la deuxième place, mais l'équipe ne se qualifie pas pour la J2 League. Le statut de membre associé de la ligue n'est pas accordé parce que la capacité de son stade ne satisfait pas aux exigences de la ligue (minimum 10 000 sièges).
En 2014, l'équipe devient membre de la J3 League nouvellement fondée, puis acquiert le statut de membre associé de la J. League en septembre, car la capacité de son stade atteint le nombre minimum de sièges requis.
Le principal rival du club est le voisin Matsumoto Yamaga FC évoluant en J2 League, les matchs entre ces deux équipes s'appellent le « derby Shinshū ».

## Palmarès
| Compétitions nationales | Compétitions internationales |
| - Championnat du Japon de D3 (1) - Champion : 2014 - Championnat du Japon de D4 (1) - Champion : 2013 - Vice-champion : 2011 et 2012 | - Néant                      |

## Joueurs et personnalités du club

### Entraîneurs
Le tableau suivant présente la liste des entraîneurs du club depuis 2000.
| Rang | Nom                | Période   |
| ---- | ------------------ | --------- |
| 1    | Takanori Kominato  | 2000-2006 |
| 2    | Valdeir Vieira     | 2006-2009 |
| 3    | Norihiro Satsukawa | 2010-2013 |

| Rang | Nom            | Période   |
| ---- | -------------- | --------- |
| 4    | Naohiko Minobe | 2013-2015 |
| 5    | Hajime Eto     | 2015      |
| 6    | Fumitake Miura | 2016-2017 |

| Rang | Nom           | Période   |
| ---- | ------------- | --------- |
| 7    | Tetsuya Asano | 2017-2018 |
| 8    | Yuji Sakakura | 2018-2019 |
| 9    | Yuji Yokoyama | 2019-2021 |

| Rang | Nom             | Période     |
| ---- | --------------- | ----------- |
| 10   | Hideo Yoshizawa | 2021-2022   |
| 11   | Yuki Stalph     | 2022-2023   |
| 12   | Riki Takagi     | depuis 2023 |

## Bilan saison par saison
Ce tableau présente les résultats par saison de l'AC Nagano Parceiro dans les diverses compétitions nationales et internationales depuis la saison 2016.
| Saison | Championnat | Championnat | Championnat | Championnat | Championnat | Championnat | Championnat | Championnat | Championnat | Championnat | Coupe du Japon | Coupe de la Ligue |
| Saison | Division    | Pos         | Pts         | J           | V           | N           | D           | BP          | BC          | Diff.       | Coupe du Japon | Coupe de la Ligue |
| ------ | ----------- | ----------- | ----------- | ----------- | ----------- | ----------- | ----------- | ----------- | ----------- | ----------- | -------------- | ----------------- |
| 2014   | J3 League   | 2e          | 69          | 33          | 20          | 9           | 4           | 58          | 23          | +35         | 2e tour        | -                 |
| 2015   | J3 League   | 3e          | 70          | 36          | 21          | 7           | 8           | 46          | 28          | +18         | 2e tour        | -                 |
| 2016   | J3 League   | 3e          | 52          | 30          | 15          | 7           | 8           | 33          | 22          | +11         | 3e tour        | -                 |
| 2017   | J3 League   | 5e          | 50          | 32          | 13          | 11          | 8           | 34          | 25          | +9          | 4e tour        | -                 |
| 2018   | J3 League   | 10e         | 41          | 32          | 10          | 11          | 11          | 39          | 37          | +2          | 2e tour        | -                 |
| 2019   | J2 League   | 9e          | 49          | 34          | 13          | 10          | 11          | 35          | 34          | +1          | 2e tour        | -                 |
| 2020   | J3 League   | 3e          | 59          | 34          | 17          | 8           | 9           | 45          | 26          | +19         | -              | -                 |
| 2021   | J3 League   | 9e          | 36          | 28          | 8           | 12          | 8           | 35          | 28          | +7          | 2e tour        | -                 |
| 2022   | J3 League   | 8e          | 52          | 34          | 14          | 10          | 10          | 42          | 41          | +1          | -              | -                 |
| 2023   | J3 League   | 14e         | 50          | 38          | 13          | 11          | 14          | 52          | 60          | -8          | 2e tour        | -                 |
| 2024   | J3 League   | 18e         | 37          | 38          | 7           | 16          | 15          | 44          | 57          | -13         | 2e tour        | 1er tour          |
| Saison | Division    | Pos         | Pts         | J           | V           | N           | D           | BP          | BC          | Diff.       | Coupe du Japon | Coupe de la Ligue |
| Saison | Championnat |             |             |             |             |             |             |             |             |             | Coupe du Japon | Coupe de la Ligue |